# Scoliocentra helvola
Scoliocentra helvola är en tvåvingeart som beskrevs av Friedrich Hermann Loew 1862. Scoliocentra helvola ingår i släktet Scoliocentra och familjen myllflugor. Inga underarter finns listade i Catalogue of Life.